# Xanthopimpla australis
Xanthopimpla australis là một loài tò vò trong họ Ichneumonidae.